# Orde van het Heilig Kruis
De Orde van het Heilig Kruis (Latijn: Ordo Sanctae Crucis, OSC), ook Reguliere Kanunniken van het Heilig Kruis of Kruisheren, is een Rooms-katholieke kloosterorde. De orde behoort tot de kruisherenorden, die na de kruistochten in de 12e en 13e eeuw in Europa ontstonden. Tijdens de Franse tijd werden de meeste kloosters opgeheven, maar in de 19e en 20e eeuw maakte de orde een nieuwe bloeitijd door.

## Geschiedenis van de oorspronkelijke orde

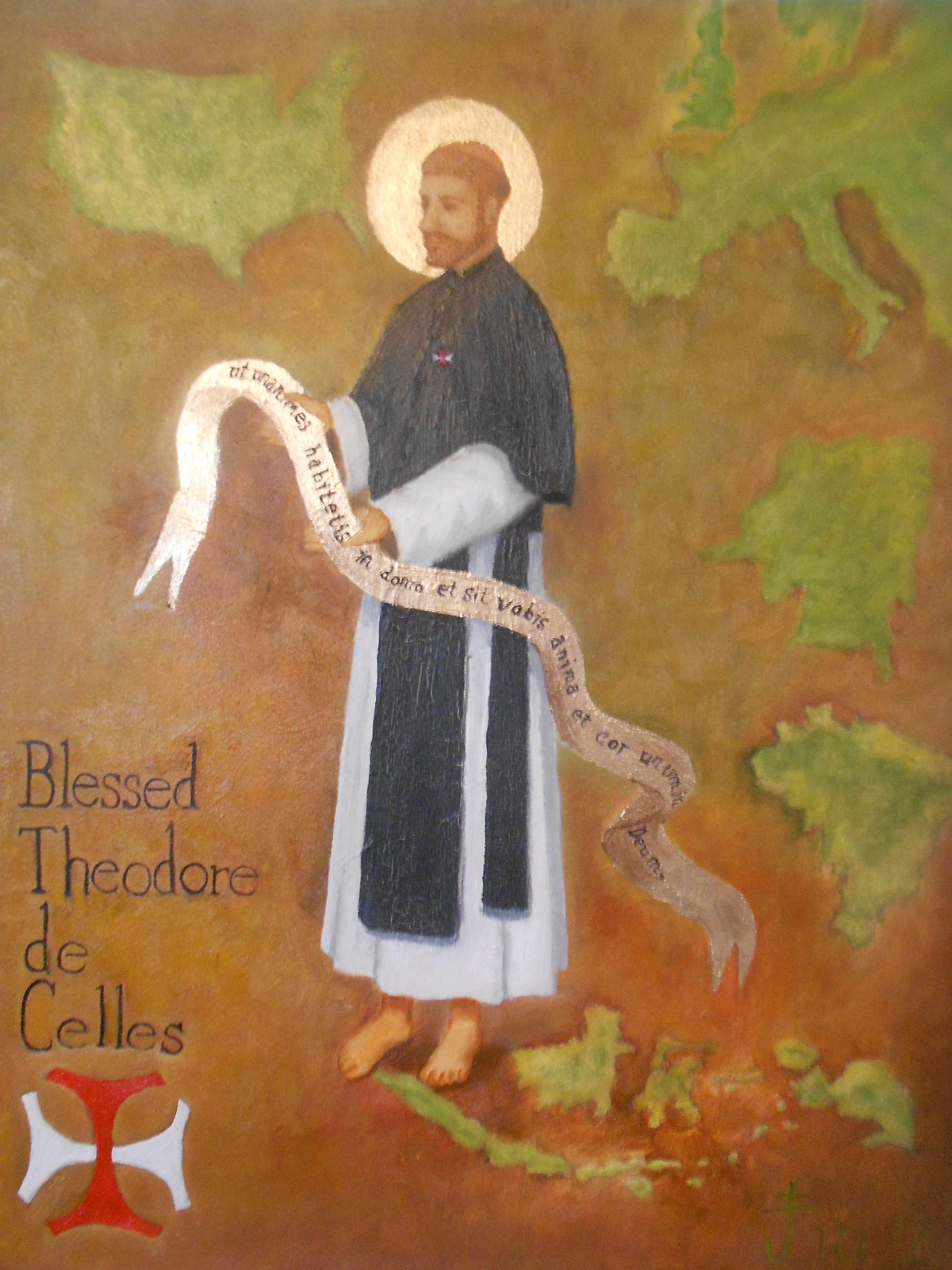
Theodorus van Celles met het kruisherenkruis

In het Belgische Hoei stichtte Theodorus van Celles in 1211 het klooster van Clairlieu (Locum Clarum, "plaats van licht"), van waaruit andere Belgisch-Nederlandse kruisherenkloosters werden gesticht. In 1248 verkregen deze reguliere kanunniken van paus Innocentius IV pauselijke goedkeuring. De eerste kloosters in Nederland verrezen in Asperen (1318) en Cuijk (1367). De orde breidde zich vervolgens uit naar Duitsland (met name in het Rijnland), Frankrijk en Engeland. In de 15e en 16e eeuw waren er ongeveer zeventig kloosters. De belangrijkste lagen in Cuijk (Klooster Sint Agatha), Erkelenz en Keulen. De dertig die daarvan nog over waren, zijn in de Franse Tijd allemaal opgeheven. Alleen de kloosters in Cuijk, Uden en Maaseik wisten een doorstart te maken.
Het doel van de orde der kruisheren was en is evangelisering in de vele vormen die dit kan aannemen. De orde heeft als leefregel de Regel van Augustinus. De middeleeuwse liturgie van de kruisheren was in veel opzichten afkomstig van de dominicanen, eveneens van oorsprong een orde van kanunniken (ofschoon in hoofdzaak een bedelorde). De kleding van de kloosterlingen bestond uit een habijt van witte wol, waarover een schouderkleed van grijze of lichtbruine, later zwarte stof werd gedragen. Op dit kleed was het kruisherenkruis bevestigd, een variatie op het Maltezer kruis. De liggende balk van het kruis was wit en de staande rood, symbool voor het water en bloed dat uit Christus' zijde vloeide na zijn kruisdood.

## Geschiedenis na 1814

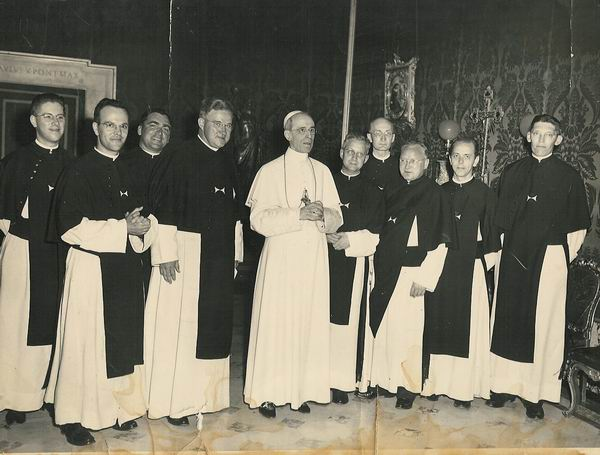
Kruisheren uit Uden bij paus Pius XII

In 1814 werd de sterk ingekrompen orde van de kruisheren opgeheven, maar enkele kloosters overleefden dit besluit. In de Nederlanden waren dat de kloosters in Maaseik, Sint Agatha (bij Cuijk) en Uden. Vanuit deze kloosters is de orde na 1850 uitgewaaierd naar andere delen van Nederland, België en Duitsland. De Nederlandse kloosters waren ook actief in de Verenigde Staten, later ook in Indonesië en Brazilië. Vanuit de Belgische stichtingen (o.a. Denderleeuw, Diest, Maaseik, Hasselt, Hannuit) werden missies uitgezonden naar Congo (Zaïre).
Na 1960 daalde de aanwas van novicen vrij plotseling. Dit leidde ertoe dat wegens gebrek aan jonge krachten een aantal lopende projecten moest worden losgelaten en overgegeven aan anderen. Het provincialaat van de Europese Provincie is in 2004 verplaatst van Nijmegen naar het kruisherenklooster te Sint Agatha. In dit klooster worden tevens kruisheren verzorgd die met emeritaat zijn. Het klooster in Nijmegen werd in 2011 gesloten. De Nederlandse provincie vormt sinds enkele jaren met de voormalige provincies van België en Duitsland de 'provincie van Theodorus van Celles'. Het generalaat van de orde bevindt zich te Rome.

## Onderwijs en parochiezielzorg

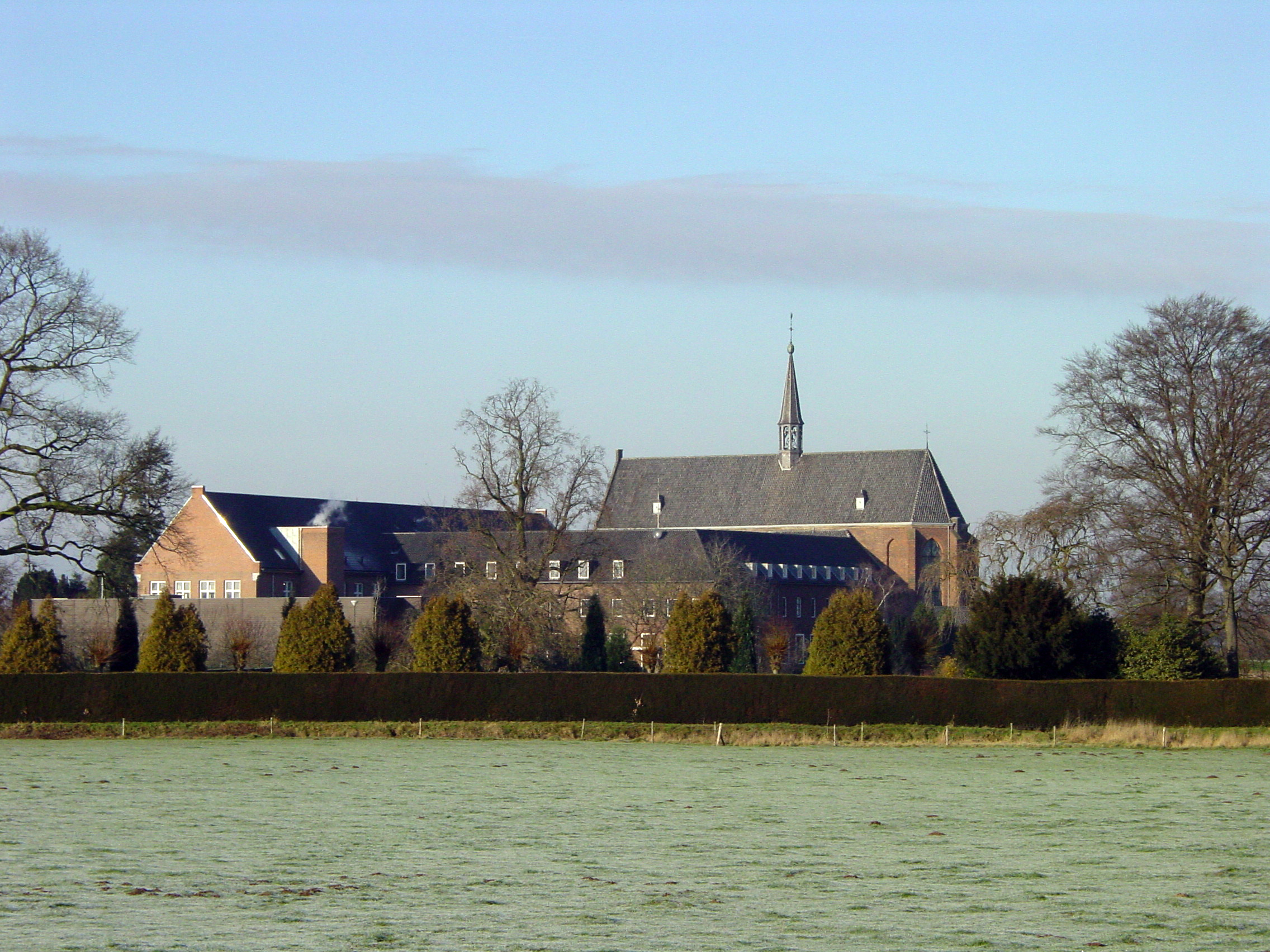
Kruisherenklooster Sint Agatha

In Nederland zijn vanuit het Kruisherenklooster Sint Agatha en het klooster in Uden diverse andere kloostergemeenschappen en scholen gesticht. Uden had een zogenaamd 'vrij' kleinseminarie (College van het Heilige Kruis, later Udens College) en Sint Agatha een instituut voor hogere studies. In de loop van de 20e eeuw werd Huize Weipoort in Zoeterwoude gesticht als voornaamste opleidingshuis. In Neeritter was een noviciaatshuis. In Leiden werd in 1926 het klooster Mater Dolorosa gebouwd, tegenwoordig Huize Weipoort. In Nijmegen bevond zich een klooster dat aanvankelijk werd opgericht als missieprocuur en thuisbasis voor kruisheren die studeerden aan de Katholieke Universiteit Nijmegen. Later werd hier ook het provincialaat gevestigd.
In Amersfoort kwam een middelbare school met gymnasium en HBS, het voormalige Constantijn College (nu Het Nieuwe Eemland) in het rijksmonument Constantinianum. In Bussum is het Sint-Vituscollege gesticht door kruisheren.
In België werden in Maaseik en Denderleeuw Heilige Kruiscolleges door de kruisheren gesticht.
Parochies in Rotterdam en Amsterdam werden vanuit een eigen klooster bediend. Ook in IJsselmonde, Ridderkerk, Tilburg, Weert, Odiliapeel, Achel (B), Hasselt (B), en in verschillende andere parochies werd door kruisheren assistentie verleend.

## Religieus en cultureel erfgoed

### Nederland en België

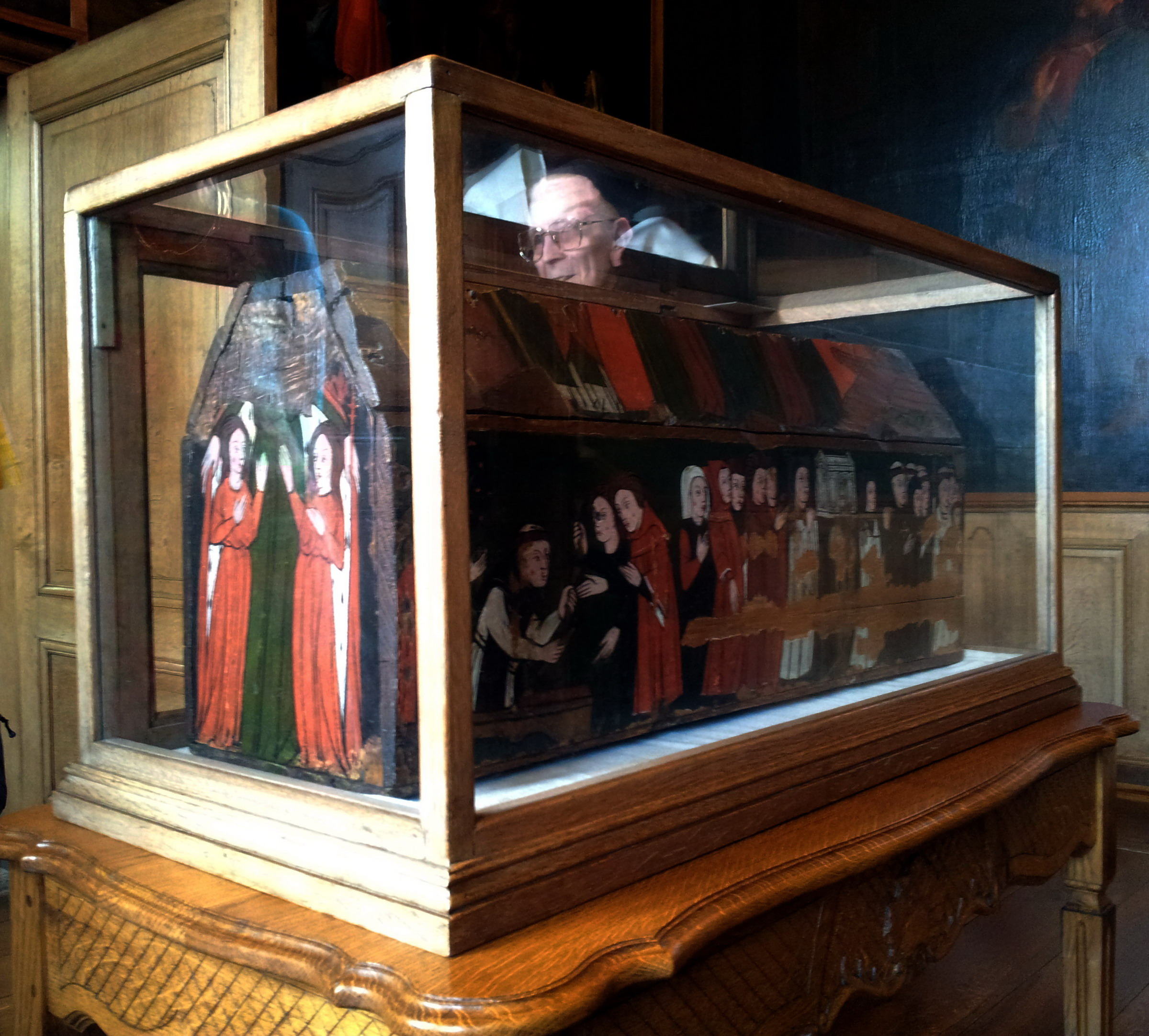
Het Sint-Odiliaschrijn in de abdij Mariënlof in Kerniel

Van de middeleeuwse kloosters in de Nederlanden zijn het Kruisherenklooster in Maastricht en dat in Ter Apel het best bewaard gebleven. De Kruisherenkerk te Maaseik en die te Diest zijn fraaie barokkerken met een rijk interieur, evenals dat van de abdij Mariënlof in Kerniel. In de sacristie van laatstgenoemd klooster bevindt zich het beschilderde Sint-Odiliaschrijn uit 1292, een van de vroegste voorbeelden van paneelschildering in de Nederlanden. Het reliekschrijn van Sint-Odilia, die bij de kruisheren altijd bijzondere verering genoot, is afkomstig uit het oorspronkelijke moederklooster van de kruisheren te Hoei.
Het Kruisherenklooster te Sint Agatha (Cuijk), dat na 1850 ook wel het nieuwe moederhuis werd genoemd, kreeg in de loop der tijd grensoverschrijdende betekenis, met name  met het oog op het behoud van het culturele, historische en spirituele erfgoed van de orde. In enige vleugels van het klooster is sinds 2006 het Centrum voor de Geschiedenis van het Nederlandse Kloostererfgoed geopend. Er is een studiezaal, een expositieruimte en een lezingenzaal. Tevens is er op het kloosterterrein een archiefdepot gebouwd. In het centrum worden zowel archiefstukken van verschillende kloosterorden en congregaties bewaard als kenmerkende (kunst)voorwerpen, literatuur en audiovisueel materiaal. Ook het tussen 1930 en 1933 gerestaureerde Klooster Ter Apel in Groningen, een voormalige vestiging van de kruisheren, heeft tegenwoordig een museale en culturele functie, evenals het klooster in het Duitse Bentlage.

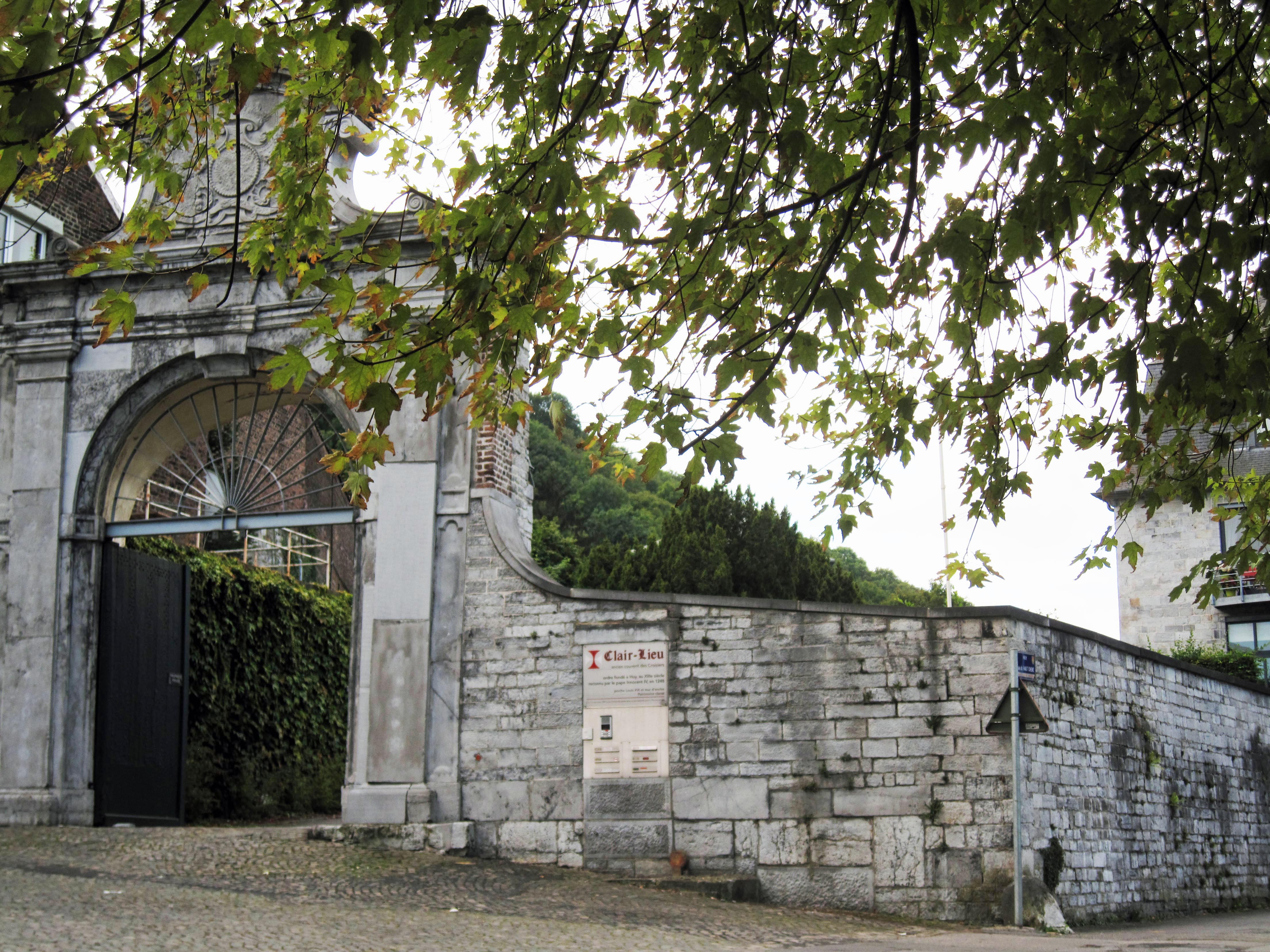
Moederklooster in Hoei
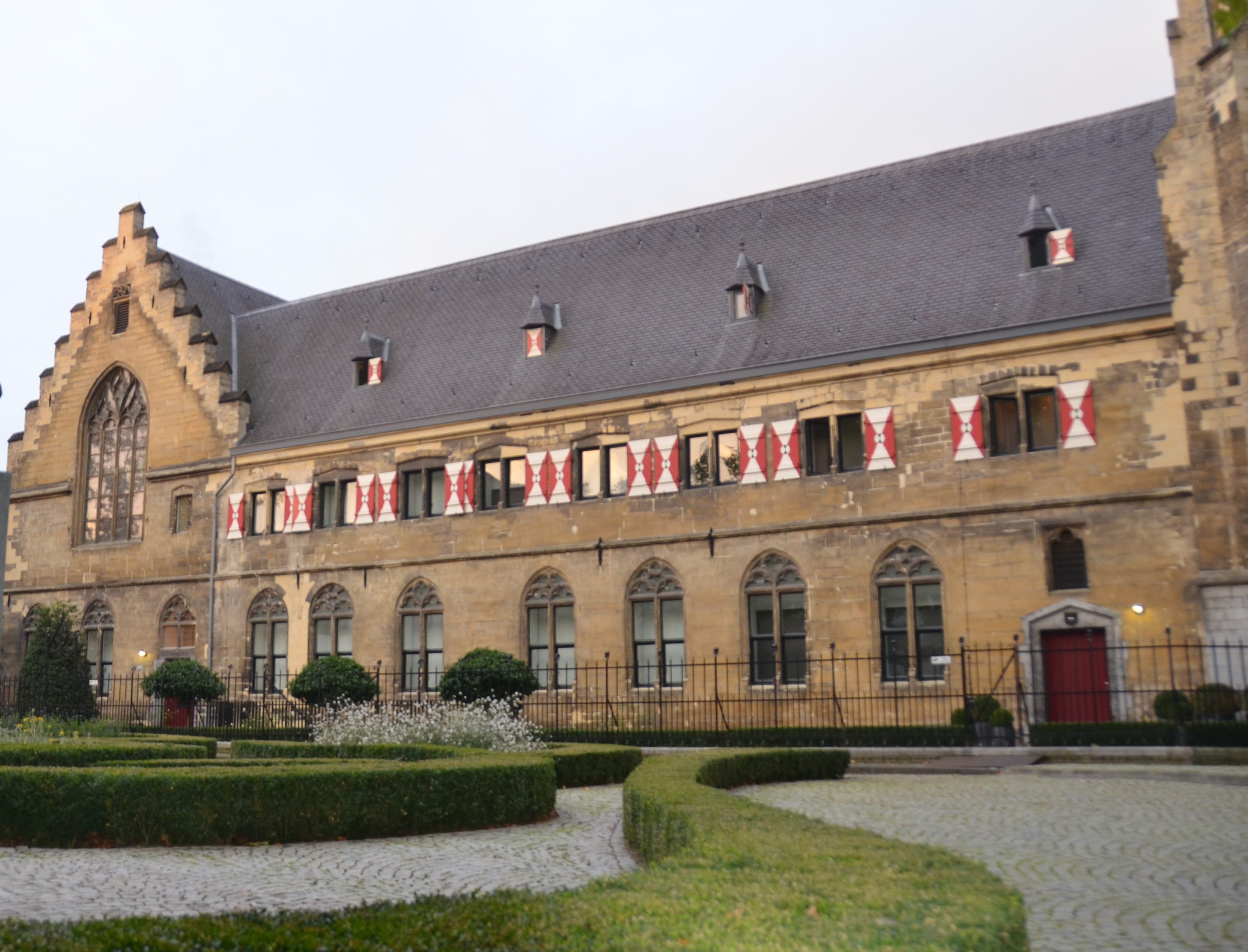
Kruisherenklooster Maastricht
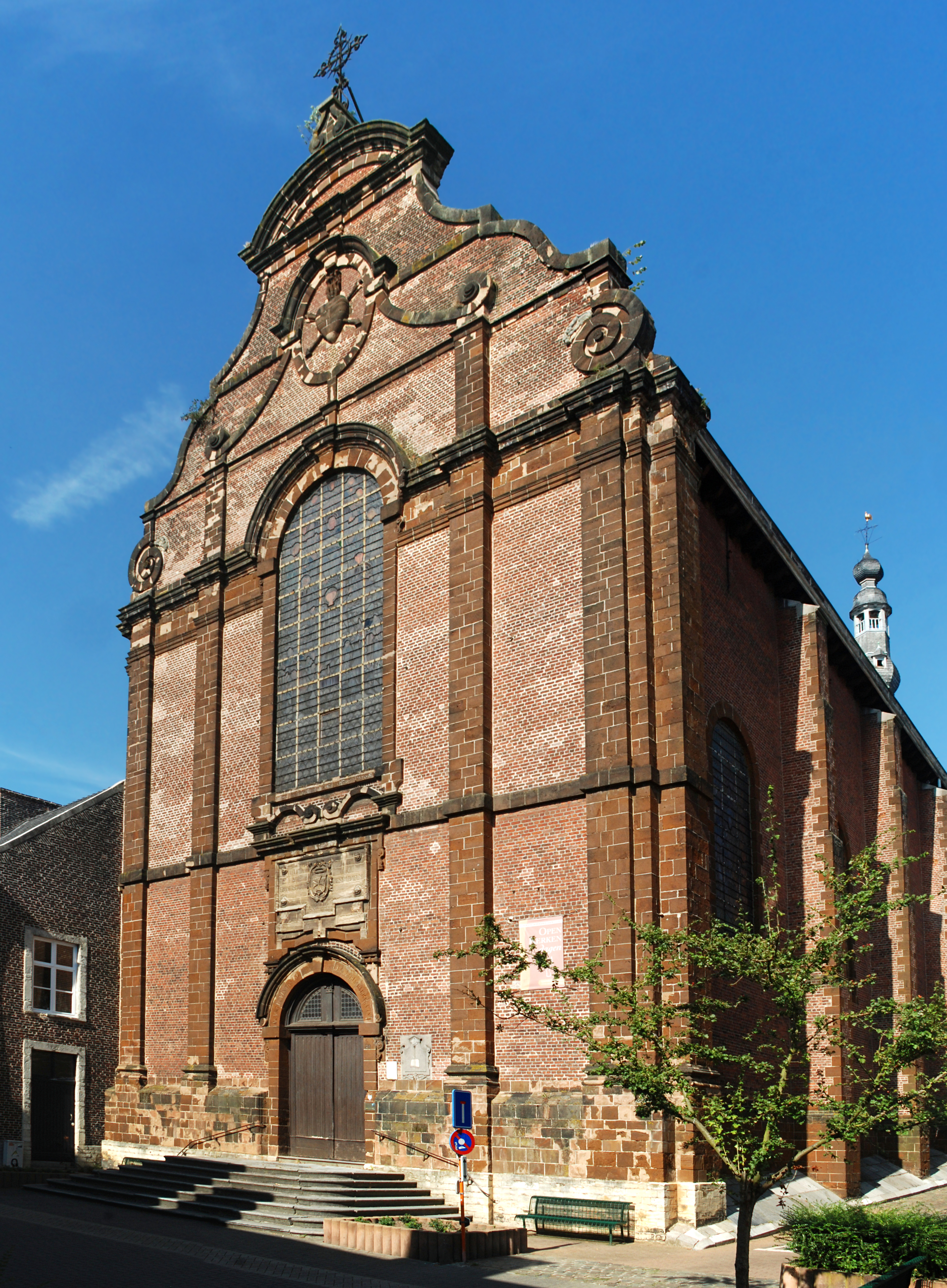
Kruisherenkerk Diest
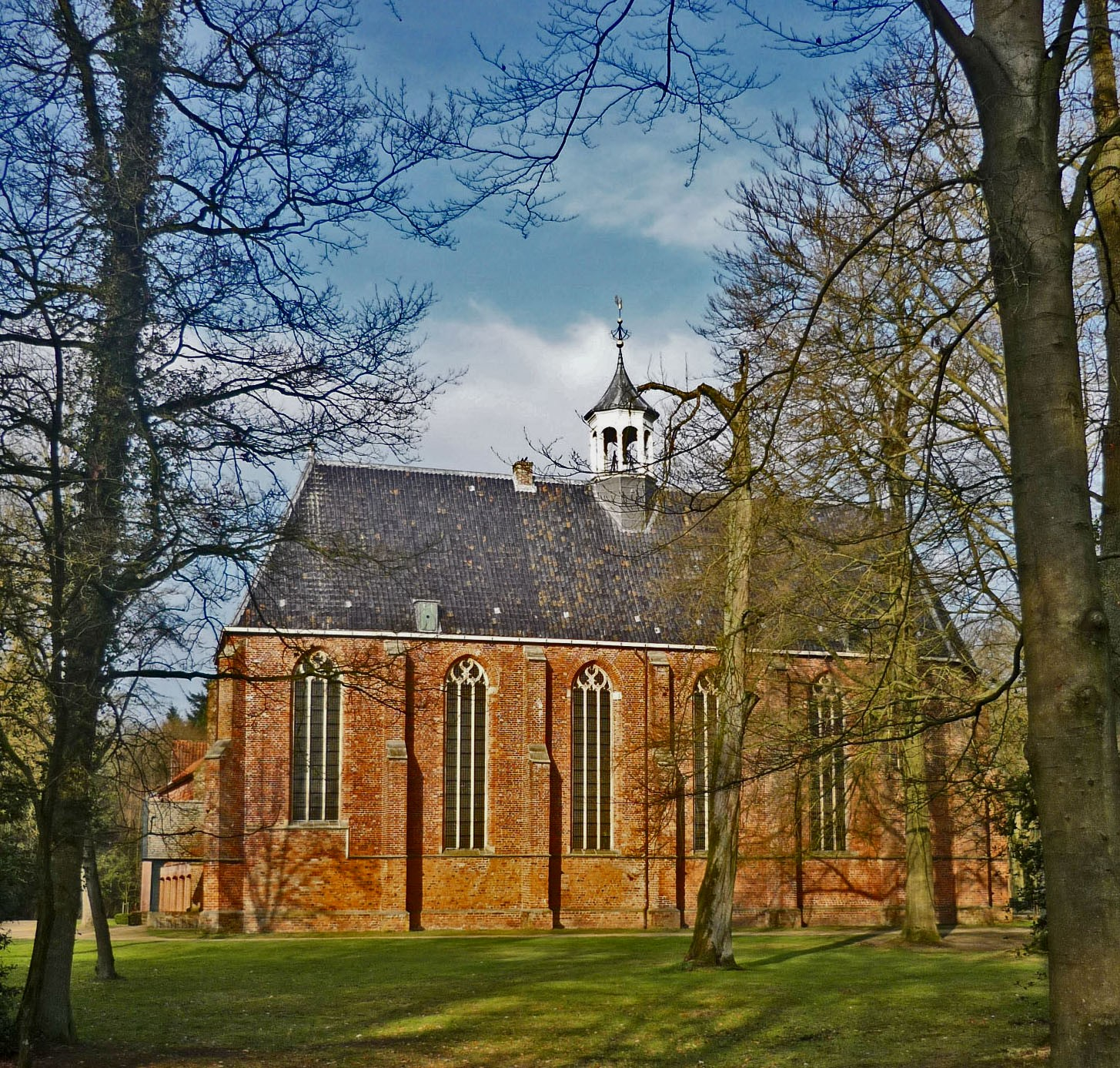
Kloosterkerk Ter Apel

### Elders

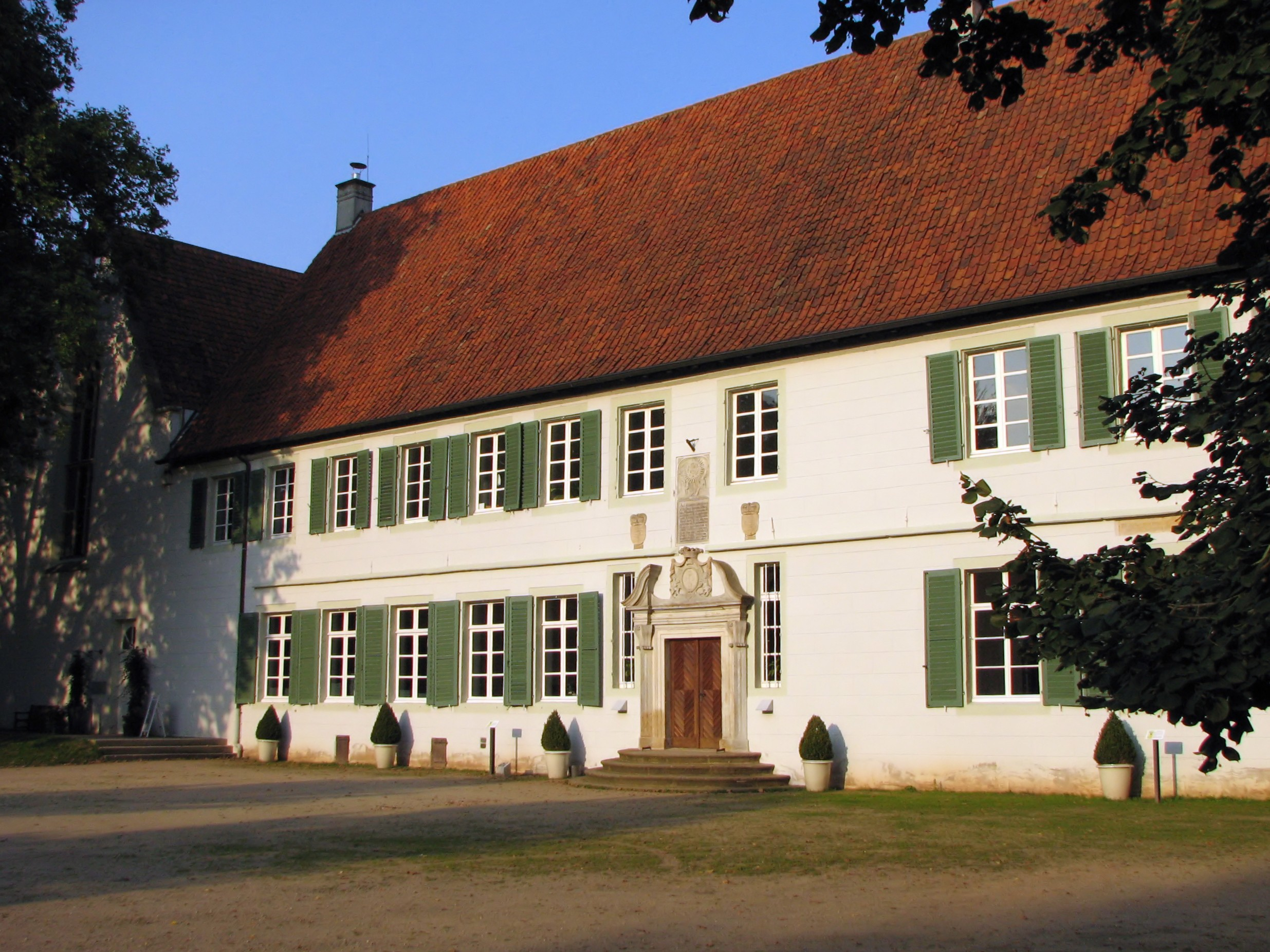
Kloster Bentlage (D.)
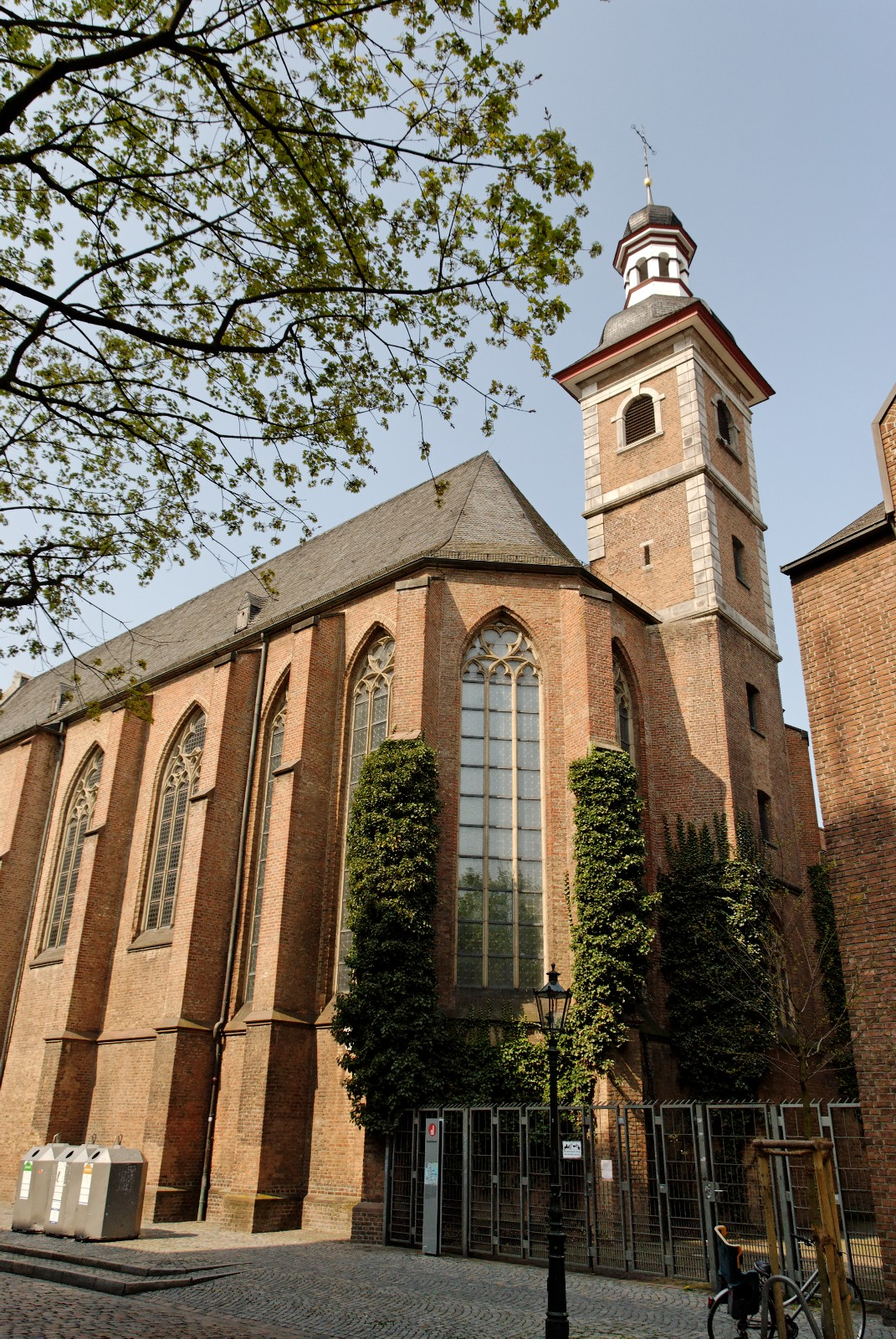
Kruisherenkerk Düsseldorf
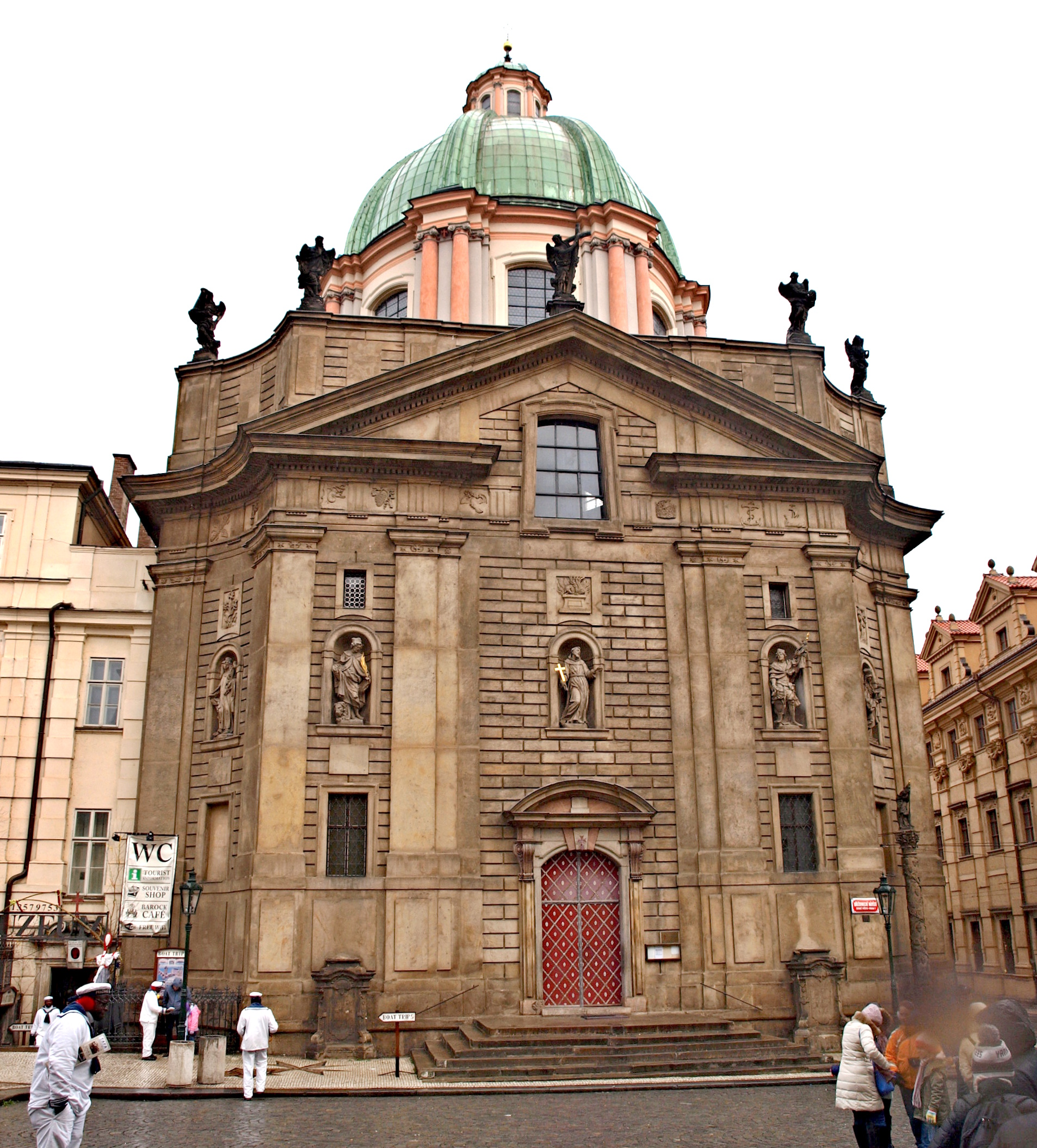
Kruisherenkerk Praag
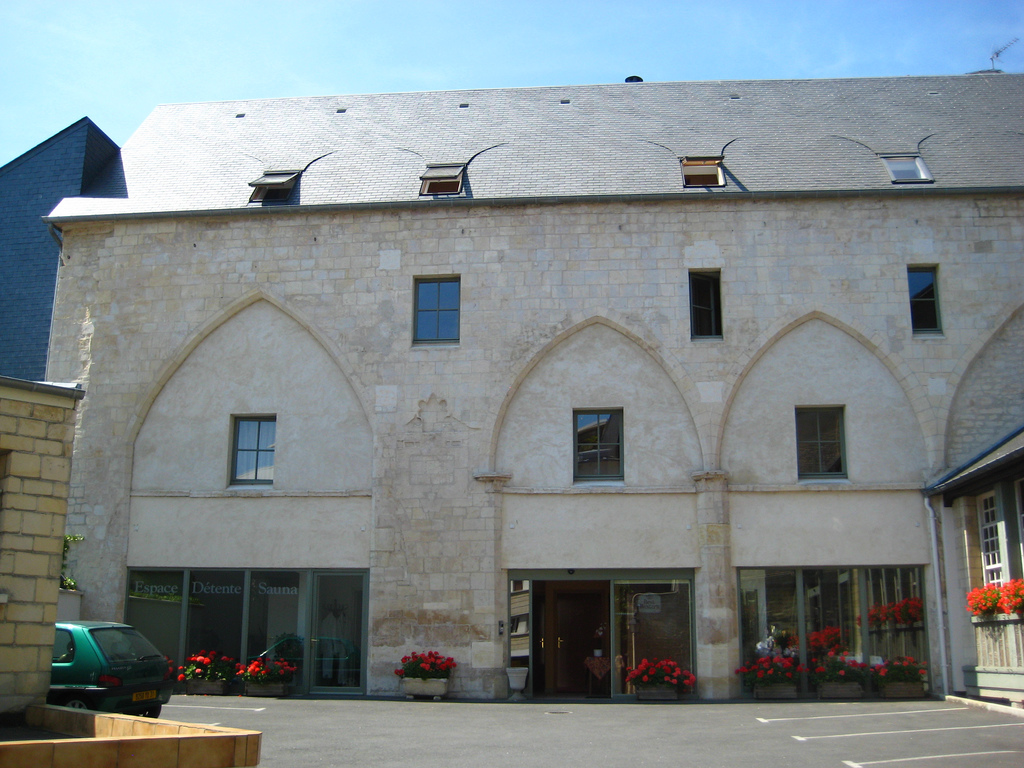
Kruisherenklooster Caen (F.)